# 김수환 추기경 사랑과 나눔 공원
김수환 추기경 사랑과 나눔공원은 한국 가톨릭을 대표하는 인물이자 정신적 지주 역할을 해온 김수환 추기경의 사랑과 나눔 정신을 실천하고 계승하고자 김수환 추기경의 생가를 중심으로 조성된 공원이다. 위치는 대구광역시 군위군 군위읍 용대리 238-10번지이며, 2012년부터 2017년까지 6년간의 공사끝에 2018년 3월 27일 개관하였다. 전체 부지 면적은 32,128㎡이며, 관리 및 운영은 천주교 대구대교구에서 하고 있다.

## 시설 안내길찾기

### 김수환 추기경 기념관길찾기
김수환 추기경의 생애 전반을 볼 수 있는 각종 사진과 영상자료, 기록물, 유품 등이 전시되어 있다. 기념관 내부는 김수환 추기경의 아호인 ‘옹기’를 주제로 제작되었으며 천장은 십자가 모양의 조명으로 설치되어 있다.

### 김수환 추기경 생가
김수환 추기경이 대구 성 유스티노 신학교에 입학하기전까지 생활하던 생가를 복원하였다.

### 추모정원
오솔길을 따라 조성된 사색과 명상의 공간이다. 갈색 타일에 김수환 추기경의 웃는 얼굴과 어록, 성모상, 추기경 문장 등을 새겨 놓았으며, 김수환 추기경의 삶을 함축하여 타일작품으로 표현하였다.

### 잔디광장
무대가 설치되어 있어 공연을 할 수 있다.

### 스테파노 경당
김수환 추기경의 생애를 묵상하며 조용히 기도하고 미사에 참여할 수 있도록 마련된 경당이다. 매일 오후 3시에 미사가 봉헌된다.

## 연혁
- 2010년 - 기본 구상 및 타당성 분석연구 용역
- 2014년 - 실시계획 인가
- 2015년 - 5월 사랑과 나눔공원 착공
- 2017년 - 12월 사랑과 나눔공원 완공
- 2018년 - 3월 사랑과 나눔공원 개장

## 관람안내

#### 관람시간
- 09:00 - 18:00 (점심시간: 12:00 - 13:00)

- 동절기 :09:00 - 17:00 (11월~2월)

#### 공원개방
- 24시간 상시개방

#### 관람료
- 무료

#### 미사
- 오후 3시 (화요일 없음, 스테파노 경당 100명 수용)

- 명절 연휴와 의무대축일에는 화요일에도 미사가 있으며, 피정이나 단체 순례 신청시에는 미사가 가능하다.